# 李璟子
李 璟子（イ・ギョンジャ、1948年1月28日 - ）は、韓国の小説家。江原道襄陽郡 出身。

## 略歴
1948年1月28日、江原道襄陽郡に生まれる。1973年、ソウル新聞新春文芸に『확인(確認)』が当選し、登壇した。
李の作品の特徴は流麗な文体である。速度感のある文章の流れのため、李の小説は長さやジャンルにかかわらず可読性に優れている。
また、李の小説の主なテーマは「女性の人生」である。女性の人権に対する認識が比較的足りなかった時代を迂回的に批判する、一種のファンタジー的構造を持っている。初期は、登場人物が多少典型的だという評価もあったが、李は社会的弱者だった女性を形象化する努力をしてきた代表的な女性作家である。小説以外にもエッセイ集も多く発表している。

## 年譜
- 1948年1月28日、江原道襄陽郡に生まれる[1]。
- 1968年、ソラボル芸術大学(現中央大学校)文芸創作学科卒業。
- 1973年、ソウル新聞新春文芸に『확인(確認)』が当選し、登壇。
- 1999年、第4回韓戊淑文学賞受賞。
- 2000年、環境部環境広報使節
- 2005年、第2期環境部環境広報使節
- 2011年、第6回高静熙賞受賞。

## 代表作品
- 1973年、확인(確認) [3][4]
- 1984年、할미소에서 생긴 일(ハルミソで起きたこと)
- 1989年、절반의 실패(半分の失敗)
- 1993年、혼자 눈뜨는 아침(一人で目覚める朝)
- 1996年、황홀한 반란(恍惚した反乱)
- 1999年、정은 늙지도 않아(情は年も取らない)
- 2006年、생각보다 긴 밤(思ったより長い夜)
- 2007年、천 개의 아침(千の朝)
- 2008年、귀비의 남자(キビの男)
- 2009年、빨래터(洗濯場)